# Выборы президента Молдовы (2024)
Очередные президентские выборы в Республике Молдова (первый тур) состоялись 20 октября 2024 года, одновременно с референдумом о вступлении страны в Европейский союз.
3 ноября 2024 года состоялся второй тур выборов, так как ни один кандидат не набрал более половины голосов. По итогам второго тура победу одержала Майя Санду, действующий президент.
Согласно международным наблюдателям, состоявшиеся в Молдове 20 октября выборы президента (первый тур) и конституционный референдум были хорошо организованы, а кандидаты вели свободную кампанию на фоне сохраняющихся опасений по поводу незаконного иностранного вмешательства и активных дезинформационных усилий. Кампании проходили на фоне усилий правительства по преодолению угроз национальной безопасности, возникших в результате войны, вызванной вторжением Российской Федерации в Украину. Правоохранительные органы, многие международные представители и организации гражданского общества заявили, что Молдова является объектом продолжающейся гибридной войны, которая включает незаконное финансирование политических субъектов, кампании по дезинформации и кибератаки.
Второй тур президентских выборов, по мнению международных наблюдателей, был организован эффективно и профессионально, а избирателям был предоставлен реальный выбор между политическими альтернативами. При этом проблемы, связанные с иностранным вмешательством и покупкой голосов, продолжали оказывать влияние на кампанию в рамках второго тура.

## Избирательная система

### Дата
17 апреля 2024 года председатель парламента Республики Молдова Игорь Гросу объявил о проведении президентских выборов одновременно с референдумом о вступлении в Европейский союз (ЕС) 20 октября. Решение было одобрено парламентом Республики Молдова 16 мая.

### Требования к кандидатам
Конституция Республики Молдова (п. 2 ст. 78) определяет четыре условия, которым должен соответствовать кандидат в президенты: иметь гражданство Республики Молдова, быть не моложе 40 лет, проживать в Молдове не менее 10 лет и владеть румынским языком. Статья 80 Конституции устанавливает срок полномочий: одно лицо не может занимать должность президента более двух сроков подряд.

### Процедура
Кандидаты могут быть выдвинуты политической партией, избирательным альянсом или баллотироваться как независимые кандидаты. Они должны собрать не менее 15 000 подписей избирателей в свою поддержку как минимум в половине административно-территориальных единиц второго уровня Молдовы, в каждой из которых не менее 600 подписей.
Результаты выборов считаются действительными в том случае, если явка составляет не менее 1/3 от числа избирателей, внесенных в списки избирателей, в первом туре и не менее 1/5 во втором.
Президентом избирается кандидат, набравший абсолютное большинство голосов. Если ни один из кандидатов не набирает большинства голосов, второй тур между двумя кандидатами, набравшими в первом туре наибольшее количество голосов, проводится через две недели после первого тура. Кандидат, набравший наибольшее количество голосов во втором туре, становится президентом.

## Выборы
Около 2,8 миллиона бюллетеней было выпущено для выборов президента и референдума о членстве в ЕС. Бюллетени были представлены на шести языках: 2 092 641 на румынском, 631 979 на русском, 3 400 на гагаузском, 991 на болгарском, 870 на цыганском и 115 на украинском. Для избирателей в Приднестровье было выпущено 90 000 бюллетеней, по 45 000 на румынском и русском.
Для выборов президента и референдума за рубежом было открыто 234 избирательных участка. В Варнице был открыт избирательный участок для избирателей из Приднестровья.
В России было открыто лишь два избирательных участка (оба в Москве в здании посольства Молдовы), хотя изначально планировалось открыть 29 участков, а затем — пять. Центральная избирательная комиссия (ЦИК) Республики Молдова объяснила такое решение соображениями безопасности. На каждый из двух участков было представлено по 5 000 избирательных бюллетеней — максимальное количество, предусмотренное законодательством.

### Первый тур
Голосование проводилось с 07:00 до 21:00. По состоянию на 15:00 при явке 35,57 % была достигнута минимальная явка в 33,33 %, необходимая для признания выборов действительными.
После обработки ЦИК 100 % протоколов действующий президент Республики Молдова Майя Санду набрала 42,49 %, бывший генпрокурор Александр Стояногло — 25,95 %.
ЦИК республики назначил на 3 ноября 2024 года второй тур выборов, в котором участвуют Майя Санду и Александр Стояногло.

### Второй тур
3 ноября прошёл 2-й тур выборов. Согласно данным ЦИК Майя Санду набрала 55,33 % голосов, Александр Стояногло — 44,67 %. Явка на выборах составила чуть более 54 %. Из данных ЦИК следует, что большинство избирателей, голосовавших на территории Молдовы, проголосовали за Стояногло (51,19 % голосов у Стояногло и 48,81 % у Санду). Подавляющее большинство избирателей, проживающих за рубежом, поддержали Майю Санду (82,71 % голосов у Санду и 17,29 % у Стояногло).
На следующий день после выборов Партия социалистов Республики Молдова выпустила заявление, в котором отказывалась признать результаты голосования на зарубежных участках и объявляла, что считает Майю Санду нелегитимным президентом. Оппозиционный блок «Победа» также заявил намерение опротестовать результаты второго тура выборов. В блоке «Победа» считают, что голосование диаспор в России и на Западе проходило в неравных условиях, и призвали устранить подобную несправедливость на законодательном уровне.

## Кандидаты
В период с 21 по 31 августа ЦИК Республики Молдова получила 23 заявки о регистрации инициативных групп в поддержку 19 кандидатов, из которых 13 заявок были удовлетворены. Двум из этих инициативных групп не удалось зарегистрировать своего кандидата на выборах.
Список зарегистрированных кандидатов в президенты в порядке, представленном в бюллетени:
| №  | Имя                 | Рождение                                                                 | Кампания | Опыт работы | Партия | Партия                                | Источники |
| -- | ------------------- | ------------------------------------------------------------------------ | -------- | --- | ------ | ------------------------------------- | --------- |
| 1  | Александр Стояногло | 3 июня 1967 (58 лет) Комрат, Комратский район (Молдавская ССР)           |          | Генеральный прокурор Республики Молдова (2019—2021) Заместитель председателя Парламента Республики Молдова (2009—2010) Депутат Парламента Республики Молдова (2009—2014)                                                                                  |        | Партия социалистов Республики Молдова | [ 25 ]    |
| 2  | Майя Санду          | 24 мая 1972 (53 года) Рисипены, Фалештский район (Молдавская ССР)        | (сайт)   | Президент Республики Молдова (2020-н. в.) Премьер-министр Республики Молдова (2019) Министр образования и исследований Республики Молдова (2012—2015) |        | Действие и солидарность               | [ 26 ]    |
| 3  | Ренато Усатый       | 4 ноября 1978 (46 лет) Фалешты, Фалештский район (Молдавская ССР)        | (сайт)   | Примар города Бельцы (2015—2018, 2019—2021) |        | Наша партия                           | [ 27 ]    |
| 4  | Василий Тарлев      | 9 октября 1963 (61 год) Башкалия, Бессарабский район (Молдавская ССР)    |          | Премьер-министр Республики Молдова (2001—2008) |        | Партия будущего Молдовы               | [ 27 ]    |
| 5  | Ирина Влах          | 26 февраля 1974 (51 лет) Комрат, Комратский район (Молдавская ССР)       | (сайт)   | Башкан Гагаузии (2015—2023) Депутат Парламента Республики Молдова (2005—2015) |        | Независимый                           | [ 28 ]    |
| 6  | Ион Кику            | 28 февраля 1972 (53 года) Пыржолтень, Каларашский район (Молдавская ССР) |          | Премьер-министр Республики Молдова (2019—2020) Министр финансов Республики Молдова (2018—2019) |        | Партия развития и объединения Молдовы | [ 28 ]    |
| 7  | Андрей Нэстасе      | 6 августа 1975 (50 лет) Мындрешты, Теленештский район (Молдавская ССР)   | (сайт)   | Заместитель премьер-министра Республики Молдова — Министр внутренних дел Республики Молдова (2019) |        | Независимый                           | [ 29 ]    |
| 8  | Октавиан Цыку       | 21 августа 1972 (52 года) Костулены, Унгенский район (Молдавская ССР)    |          | Депутат Парламента Республики Молдова (2019—2021) Министр молодёжи и спорта Республики Молдова (2013) |        | Блок «Вместе»                         | [ 29 ]    |
| 9  | Виктория Фуртунэ    | 24 февраля 1981 (44 года) Котовск, Хынчештский район (Молдавская ССР)    | (сайт)   | Прокурор |        | Независимый                           | [ 30 ]    |
| 10 | Тудор Ульяновский   | 25 мая 1983 (42 год) Флорешты, Флорештский район (Молдавская ССР)        | (сайт)   | Министр иностранных дел и европейской интеграции Республики Молдова (2018—2019) Чрезвычайный и полномочный посол Республики Молдова в Швейцарии и Лихтенштейне — Постоянный представитель Республики Молдова при ВТО и Отделении ООН в Женеве (2016—2018) |        | Независимый                           | [ 30 ]    |
| 11 | Наталья Морарь      | 12 января 1984 (41 лет) Котовск, Хынчештский район (Молдавская ССР)      | (сайт)   | Журналистка и телеведущая |        | Независимый                           | [ 30 ]    |

## Опросы общественного мнения

### После начала кампании

#### Первый тур
| Даты опроса                   | Опрос проводил        | Выборка |            |                     |               |                |            |          |                |               |                  |                   |                | Никто / Не опреде- лились / Воздер- жались |
| Даты опроса                   | Опрос проводил        | Выборка | Майя Санду | Александр Стояногло | Ренато Усатый | Василий Тарлев | Ирина Влах | Ион Кику | Андрей Нэстасе | Октавиан Цыку | Виктория Фуртунэ | Тудор Ульяновский | Наталья Морарь | Никто / Не опреде- лились / Воздер- жались |
| Даты опроса                   | Опрос проводил        | Выборка | ПДС        | ПСРМ                | НП            | ПБМ            | Незав.     | ПРОМ     | Незав.         | Вместе        | Незав.           | Незав.            | Незав.         | Никто / Не опреде- лились / Воздер- жались |
| ----------------------------- | --------------------- | ------- | ---------- | ------------------- | ------------- | -------------- | ---------- | -------- | -------------- | ------------- | ---------------- | ----------------- | -------------- | ------------------------------------------ |
| 11—16 октября 2024            | WatchDog              | 1034    | 35,8 %     | 9,0 %               | 6,4 %         | 1,3 %          | 2,2 %      | 1,2 %    | 0,8 %          | 0,4 %         | 1,4 %            | 0,1 %             | 0,5 %          | 40,9 %                                     |
| 19 сентября — 10 октября 2024 | iData-IPP             | 1100    | 29,5 %     | 11,6 %              | 13,3 %        | 6,1 %          | 4,5 %      | 3,4 %    | 1,1 %          | 1,3 %         | 5,5 %            | 4,3 %             | 0,4 %          | 18,9 %                                     |
| 13—22 сентября 2024           | ASPEN-APEC-WatchDog   | 1021    | 36,1 %     | 10,1 %              | 7,5 %         | 1,8 %          | 4,1 %      | 2,5 %    | 0,6 %          | 0,8 %         | 0,5 %            | 0,8 %             | 0,6 %          | 34,6 %                                     |
| 13—18 сентября 2024           | iData                 | 1021    | 26,8 %     | 11,2 %              | 12,7 %        | 6,3 %          | 6,1 %      | 4,1 %    | 0,9 %          | 0,7 %         | 0,1 %            | 3,5 %             | 1,8 %          | 25,8 %                                     |
| 30 августа — 2 сентября 2024  | Intellect Group       | 596     | 24,5 %     | 12,0 %              | 6,2 %         | 4,7 %          | 5,0 %      | 1,5 %    | 3,5 %          | —             | —                | —                 | 2,0 %          | 40,6 %                                     |
| 19—25 августа 2024            | iData                 | 1004    | 27,5 %     | 11,4 %              | 11,6 %        | 5,8 %          | 3,3 %      | 2,8 %    | 1,2 %          | —             | —                | —                 | —              | 36,4 %                                     |
| 20—23 августа 2024            | CBS Research-WatchDog | 1011    | 35,5 %     | 9,9 %               | 6,8 %         | 1,8 %          | 5,8 %      | 3,0 %    | 1,2 %          | 1,3 %         | 0,3 %            | 0,2 %             | 0,2 %          | 34,0 %                                     |
| 8—21 июля 2024                | IMAS                  | 1093    | 33,7 %     | 11,5 %              | 10,8 %        | 1,2 %          | 8,9 %      | 6,0 %    | 1,4 %          | 0,9 %         | —                | 0,1 %             | 1,1 %          | 24,4 %                                     |

#### Второй тур
| Даты опроса                   | Опрос проводил | Выборка |            |                     | Никто / Не опреде- лились / Воздер- жались |
| Даты опроса                   | Опрос проводил | Выборка | Майя Санду | Александр Стояногло | Никто / Не опреде- лились / Воздер- жались |
| Даты опроса                   | Опрос проводил | Выборка | ПДС        | ПСРМ                | Никто / Не опреде- лились / Воздер- жались |
| ----------------------------- | -------------- | ------- | ---------- | ------------------- | ------------------------------------------ |
| 19 сентября — 10 октября 2024 | iData          | 1100    | 40,6 %     | 36,4 %              | 23 %                                       |

### До начала кампании
| Даты опроса                   | Опрос проводил         | Выборка |            |             |                     |           |          |                  |          |               |               |            | Другие | Никто / Не опреде- лились / Воздер- жались |
| Даты опроса                   | Опрос проводил         | Выборка | Майя Санду | Игорь Додон | Александр Стояногло | Ион Чебан | Илан Шор | Владимир Воронин | Ион Кику | Марина Таубер | Ренато Усатый | Ирина Влах | Другие | Никто / Не опреде- лились / Воздер- жались |
| Даты опроса                   | Опрос проводил         | Выборка | ПДС        | ПСРМ        | ПСРМ                | НАД       | Шор      | ПКРМ             | ПРКМ     | Шор           | НП            | Незав.     | Другие | Никто / Не опреде- лились / Воздер- жались |
| ----------------------------- | ---------------------- | ------- | ---------- | ----------- | ------------------- | --------- | -------- | ---------------- | -------- | ------------- | ------------- | ---------- | ------ | ------------------------------------------ |
| 28 июня — 18 июля 2024        | CBS-AXA-IPRE           | 1119    | 30,3 %     | 13,0 %      | 1,0 %               | 5,4 %     | 2,5 %    | 3,4 %            | 3,2 %    | —             | 6,5 %         | 5,6 %      | 6,3 %  | 23 %                                       |
| 23 мая — 13 июня 2024         | МРИ                    | 1225    | 34 %       | 18 %        | —                   | 4 %       | 4 %      | —                | 5 %      | —             | 5 %           | 4 %        | 3 %    | 24 %                                       |
| 22—27 мая 2024                | iData                  | 1022    | 30,4 %     | 14,3 %      | —                   | 3,0 %     | —        | 2,5 %            | 6,1 %    | —             | 3,9 %         | 1,6 %      | 6,1 %  | 32,1 %                                     |
| 2—19 мая 2024                 | IMAS                   | 1088    | 35,2 %     | 16,4 %      | —                   | 5,9 %     | —        | 5,3 %            | 5,7 %    | —             | 4,7 %         | 4,1 %      | 7,8 %  | 14,9 %                                     |
| 6—13 апреля 2024              | CBS-AXA-WatchDog       | 1008    | 35,1 %     | 15,8 %      | —                   | 5,4 %     | 1,7 %    | 4,6 %            | 5,6 %    | —             | 3,9 %         | 4,5 %      | 5,3 %  | 18,0 %                                     |
| 18—24 марта 2024              | iData                  | 1131    | 27,9 %     | 13,3 %      | —                   | 4,4 %     | —        | 2,6 %            | 5,7 %    | —             | 3,0 %         | 4,3 %      | 6,5 %  | 32,3 %                                     |
| 27 января — 22 февраля 2024   | МРИ                    | 1247    | 30 %       | 24 %        | —                   | 6 %       | 4 %      | —                | 5 %      | —             | 4 %           | 4 %        | 1 %    | 22 %                                       |
| 7—12 февраля 2024             | CBS Research           | 1104    | 29,8 %     | 14,8 %      | —                   | 4,5 %     | 8,5 %    | 1,6 %            | 5,0 %    | —             | 4,4 %         | 4,8 %      | 4,1 %  | 22,4 %                                     |
| 26—30 января 2024             | iData                  | 1011    | 24,1 %     | 29,7 %      | 29,7 %              | 29,7 %    | 29,7 %   | 29,7 %           | 29,7 %   | 29,7 %        | 29,7 %        | 29,7 %     | 29,7 % | 46,2 %                                     |
| 29 ноября — 16 декабря 2023   | IMAS                   | 954     | 30,1 %     | 24,0 %      | —                   | 8,1 %     | —        | 2,7 %            | 6,1 %    | —             | 4,1 %         | 5,6 %      | 6,0 %  | 13,3 %                                     |
| 2—24 сентября 2023            | IMAS                   | 822     | 27,8 %     | 16,0 %      | —                   | 6,0 %     | —        | 4,3 %            | 5,9 %    | —             | 6,0 %         | 4,9 %      | 4,7 %  | 24,4 %                                     |
| 9—23 августа 2023             | CBS-AXA-IPP            | 1215    | 29,4 %     | 18,1 %      | —                   | 5,6 %     | 3,2 %    | 1,5 %            | 4,1 %    | —             | 5,1 %         | —          | 3,0 %  | 30,1 %                                     |
| 13—28 января 2023             | CBS-AXA-IPRE           | 1120    | 32,6 %     | 17,8 %      | —                   | 5,3 %     | 3,3 %    | 4,3 %            | 2,9 %    | 3,0 %         | 4,3 %         | —          | 1,5 %  | 24,0 %                                     |
| 10—19 января 2023             | CBS-AXA-WatchDog       | 1121    | 37,9 %     | 14,2 %      | —                   | 6,2 %     | 2,5 %    | 4,7 %            | 5,0 %    | 3,5 %         | 4,7 %         | —          | 3,0 %  | 18,3 %                                     |
| 2—19 мая 2023                 | IMAS                   | 1112    | 28,5 %     | 23,9 %      | —                   | 8,3 %     | —        | 3,7 %            | 7,2 %    | 2,7 %         | 3,8 %         | —          | 4,1 %  | 18,0 %                                     |
| 27 апреля — 8 мая 2023        | iData                  | 1049    | 30,4 %     | 18,3 %      | —                   | 6,7 %     | 12,2 %   | —                | 5,9 %    | —             | 4,5 %         | 2,8 %      | 1,5 %  | 17,7 %                                     |
| 4—13 апреля 2023              | CBS-AXA-WatchDog       | 1015    | 38,3 %     | 18,4 %      | —                   | 6,2 %     | 2,5 %    | 3,2 %            | 4,9 %    | 2,2 %         | 3,2 %         | —          | 1,9 %  | 19,2 %                                     |
| 15—26 марта 2023              | iData                  | 1065    | 29,4 %     | 17,6 %      | —                   | 7,2 %     | 9,2 %    | 0,9 %            | 5,4 %    | —             | 1,7 %         | 3,1 %      | 1,7 %  | 23,9 %                                     |
| 24 февраля — 3 марта 2023     | CBS-AXA-WatchDog       | 1000    | 31,8 %     | 17,8 %      | —                   | 4,7 %     | 2,0 %    | 3,5 %            | 3,3 %    | 1,8 %         | 2,0 %         | 2,1 %      | 2,1 %  | 28,8 %                                     |
| 6—23 февраля 2023             | IMAS                   | 1100    | 25,2 %     | 20,4 %      | —                   | 8,2 %     | —        | 4,9 %            | 5,4 %    | 4,3 %         | 3,4 %         | —          | 3,8 %  | 24,6 %                                     |
| 17—26 января 2023             | CBS-AXA-WatchDog       | 1001    | 28,2 %     | 17,6 %      | —                   | 8,5 %     | 4,2 %    | 3,9 %            | 3,9 %    | 2,4 %         | 3,5 %         | 1,8 %      | 4,0 %  | 21,8 %                                     |
| 15—26 декабря 2022            | iData                  | 1006    | 27,2 %     | 24,1 %      | —                   | 10,0 %    | 13,4 %   | 0,6 %            | 5,0 %    | 0,2 %         | 0,5 %         | 0,1 %      | 3,0 %  | 16,0 %                                     |
| 10—29 ноября 2022             | IMAS                   | 1100    | 26,9 %     | 19,6 %      | —                   | 8,8 %     | —        | 4,0 %            | 7,1 %    | 2,8 %         | 2,2 %         | —          | 7,3 %  | 21,3 %                                     |
| 29 октября — 10 ноября 2022   | CBS Research/IPP       | 1134    | 27,3 %     | 15,4 %      | —                   | 7,1 %     | 9,1 %    | 4,3 %            | —        | —             | 2,9 %         | —          | 3,5 %  | 30,5 %                                     |
| 29 сентября — 11 октября 2022 | IDIS-CBS Research-IPRI | 1066    | 34,1 %     | 19,1 %      | —                   | 7,1 %     | 6,3 %    | 5,2 %            | 2,5 %    | —             | 3,3 %         | 1,2 %      | 3,2 %  | 18,1 %                                     |
| 6—18 июля 2022                | IMAS                   | 1007    | 24,4 %     | 25,4 %      | —                   | 9,2 %     | —        | 7,1 %            | 5,2 %    | 3,6 %         | 2,8 %         | —          | 5,4 %  | 16,0 %                                     |

## Результаты
| Кандидат                           | Кандидат                    | Субъект выдвижения            | Первый тур | Первый тур | Второй тур | Второй тур |
| Кандидат                           | Кандидат                    | Субъект выдвижения            | Голосов    | %          | Голосов    | %          |
| ---------------------------------- | --------------------------- | ----------------------------- | ---------- | ---------- | ---------- | ---------- |
|                                    | Майя Санду                  | Действие и солидарность       | 656 852    | 42,49      | 930 238    | 55,35      |
|                                    | Александр Стояногло         | Партия социалистов            | 401 215    | 25,95      | 750 370    | 44,65      |
|                                    | Ренато Усатый               | Наша партия                   | 213 169    | 13,79      |            |            |
|                                    | Ирина Влах                  | Независимый кандидат          | 83 193     | 5,38       |            |            |
|                                    | Виктория Фуртунэ            | Независимый кандидат          | 68 778     | 4,45       |            |            |
|                                    | Василий Тарлев              | Будущее Молдовы               | 49 316     | 3,19       |            |            |
|                                    | Ион Кику                    | Партия развития и объединения | 31 797     | 2,06       |            |            |
|                                    | Октавиан Цыку               | Блок «Вместе»                 | 14 326     | 0,93       |            |            |
|                                    | Андрей Нэстасе              | Независимый кандидат          | 9946       | 0,64       |            |            |
|                                    | Наталья Морарь              | Независимый кандидат          | 9444       | 0,61       |            |            |
|                                    | Тудор Ульяновский           | Независимый кандидат          | 7995       | 0,52       |            |            |
| Действительных бюллетеней          | Действительных бюллетеней   | Действительных бюллетеней     | 1 546 031  | 98,82      | 1 680 608  | 98,86      |
| Недействительных бюллетеней        | Недействительных бюллетеней | Недействительных бюллетеней   | 18 464     | 1,18       | 19 337     | 1,14       |
| Всего бюллетеней                   | Всего бюллетеней            | Всего бюллетеней              | 1 564 495  | 100,00     | 1 699 945  | 100,00     |
| Всего избирателей                  | Всего избирателей           | Всего избирателей             | 3 023 506  | 51,74      | 3 128 349  | 54,34      |
| Источники: первый тур , второй тур |                             |                               |            |            |            |            |

## Международная реакция
Председатель Еврокомиссии Урсула фон дер Ляйен, президент Франции Эмманюэль Макрон, премьер-министр Румынии Марчел Чолаку и глава правительства Польши Дональд Туск поздравили Майю Санду с победой во втором туре президентских выборов. «Требуется редкая сила, чтобы преодолеть трудности, с которыми вы столкнулись на этих выборах», написала фон дер Ляйен в соцсети X. Макрон заявил, что демократия одержала верх над всеми вмешательствами и маневрами. Чолаку отметил, что победа проевропейского президента является четким доказательством воли народа Молдовы защищать демократию и обеспечить себе путь к вступлению в ЕС. По словам Туска, действующий президент смогла одержать победу против фаворита Москвы, несмотря на агрессивное и масштабное вмешательство России в президентские выборы.
Пресс-секретарь президента России Дмитрий Песков заявил, что выборы президента Молдовы «не были ни честными, ни демократическими», так как в РФ не смогли проголосовать «сотни тысяч граждан Молдавии», а также большинство проживающих в Приднестровье, в отличие от тех, кто работает в странах Европы. В Министерстве иностранных дел Молдовы отвергли заявление Пескова, подчеркнув, что выборы «соответствовали всем национальным и международным стандартам, что подтверждается предварительными отчетами международных миссий наблюдателей за выборами». В ведомстве также заявили, что они отвергают необоснованную критику со стороны представителей российских властей, обвинив Кремль в попытке манипулировать общественным мнением.
Президент США Джо Байден поздравил Майю Санду с победой на выборах, отметив, что молдавский народ выбрал путь Европы и демократии во всем мире, а России не удалось подорвать демократические и избирательные процессы в стране.
Президент Украины Владимир Зеленский поздравил Майю Санду с победой на президентских выборах, отметив, что Украина поддерживает европейский выбор молдавского народа и готова сотрудничать для укрепления партнерства между двумя государствами. По его мнению, граждане Республики Молдова сделали выбор в пользу экономического роста и социальной стабильности.
Президент Румынии Клаус Йоханнис поздравил Майю Санду с «исторической победой» на президентских выборах, отметив, что этот успех необратимо закрепляет судьбу Республики Молдова в европейской семье.

## Количество избирателей в России
По словам официального представителя российского МИД Марии Захаровой, в России проживает до полумиллиона граждан Молдовы, при этом, согласно данным Федеральной миграционной службы РФ и ГУВМ МВД РФ, полмиллиона граждан Молдовы проживало в России в мае 2014 года, но с тех пор их число неуклонно снижалось и по состоянию на 1 мая 2022 года составляло лишь 76 645 человек. Опыт предыдущих президентских выборов (ноябрь 2020 года) говорит о небольшой активности молдавских избирателей в России: так, во втором туре выборов на 2 участках, открытых в России, проголосовало в общей сложности лишь 14 068 молдавских граждан.